# Elizabeth Hay
Elizabeth Hay (1951) è una scrittrice canadese, vincitrice del Premio Giller nel 2007 per il romanzo Voci della notte, con il quale si afferma su scrittori del calibro di Michael Ondaatje, Moyez Vassanji, Alissa York e Lawrence Hill; era già stata in lista per il premio nel 2000, edizione vinta ex aequo da Michael Ondaatje e David Adams Richards - della giuria faceva parte Margaret Atwood, scrittrice tra le più note del suo tempo. Nel 2001, in compenso, aveva vinto il Marian Engel Award. Nomination significativa è stata quella del 1997 per il Governor General's Award per il romanzo Small Change, poi ripetutasi nel 2003 per Garbo Laughs, senza riuscire a vincere il prestigioso premio.

## Opere

### Romanzi
- Lapprendista del vento (A Student of Weather, 2000), Vicenza, Neri Pozza, 2001 traduzione di Stefano Tettamanti e Francesca Valente ISBN 88-7305-785-3.
- Garbo Laughs (2003)
- Voci della notte (Late Nights on Air, 2007), Vicenza, Neri Pozza, 2009 traduzione di Giovanna Scocchera ISBN 978-88-545-0305-2.
- Alone in the Classroom (2011)
- His Whole Life (2015)

### Raccolta di racconti
- Small Change (1997)

### Saggi
- Crossing the Shadow Line (1989)
- The Only Snow in Havana (1992)
- Captivity Tales: Canadians in New York (1993)